# Sabucina
Sabucina est un site préhistorique de l'Âge du bronze et de l'Âge du fer, situé près de Caltanissetta, en Sicile (Italie). C'était un important sanctuaire sicane.

## Situation
Le mont Sabucina (706 m) et le mont Capodarso (799 m) forment un point stratégique dominant la vallée de l'Imera méridionale.

## Âge du bronze
Le site est occupé dès l'Âge du bronze ancien. Le Bronze final (XIIIe au XIe siècle av. J.-C.) a livré des huttes circulaires.
Cette première implantation a été détruite à une période antérieure aux cultures de Cassibile et de Pantalica Sud.

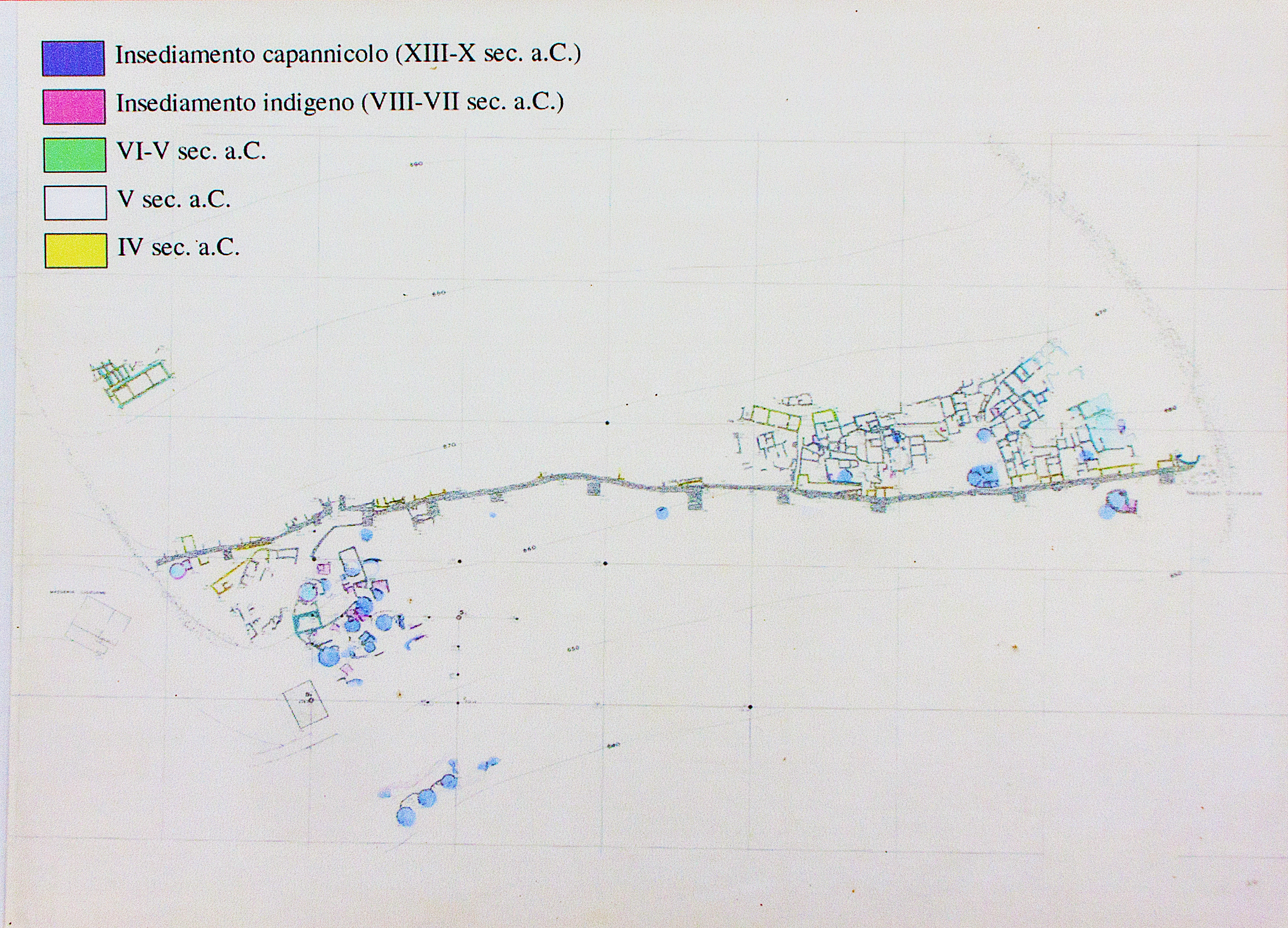
Plan des fouilles de Sabucina

## Âge du fer
Un nouvel établissement apparait à l'Âge du fer avec des maisons rectangulaires. Les Sicanes établissent au milieu du VIIe siècle av. J.-C. un sanctuaire chthonien extra-urbain. Sur les vestiges d’un bâtiment rectangulaire de 4,90 × 2,80 m doté de banquettes latérales en briques crues, ils construisent un édifice circulaire de 11,50 m de diamètre, à côté d'une cabane de l'Âge du bronze récent qu'ils réutilisent pour le culte.
Ovins et caprins étaient consommés lors de repas rituels. Au sud du village ont été découverts des fours à pot et ateliers d'outils en bronze.
Entre la fin du VIe et le début du Ve siècle av. J.-C., alors que le site s'urbanise, un édifice rectangulaire, avec des antéfixes à masque de Silène similaires à celles des édifices grecs, est construit au-dessus de la cabane de l'Âge du bronze, près de la chapelle circulaire, à l'extérieur de laquelle un vestibule trapézoïdal est ajouté.

## Période grecque
Les Grecs, attirés par l'intérêt militaire et commercial du site, réutilisent les espaces sacrés pour se faire accepter par les indigènes, tout en les adaptant à leurs schémas architecturaux. En même temps, les Sicanes assimilent les canons de l'architecture grecque avec des petits oikoi ornés d’antéfixes à masque de Gorgone ou de Silène produites par les artisans de Gela.

## Galerie
Quelques-unes des découvertes archéologiques de Sabucina présentées au Musée archéologique de Caltanissetta :

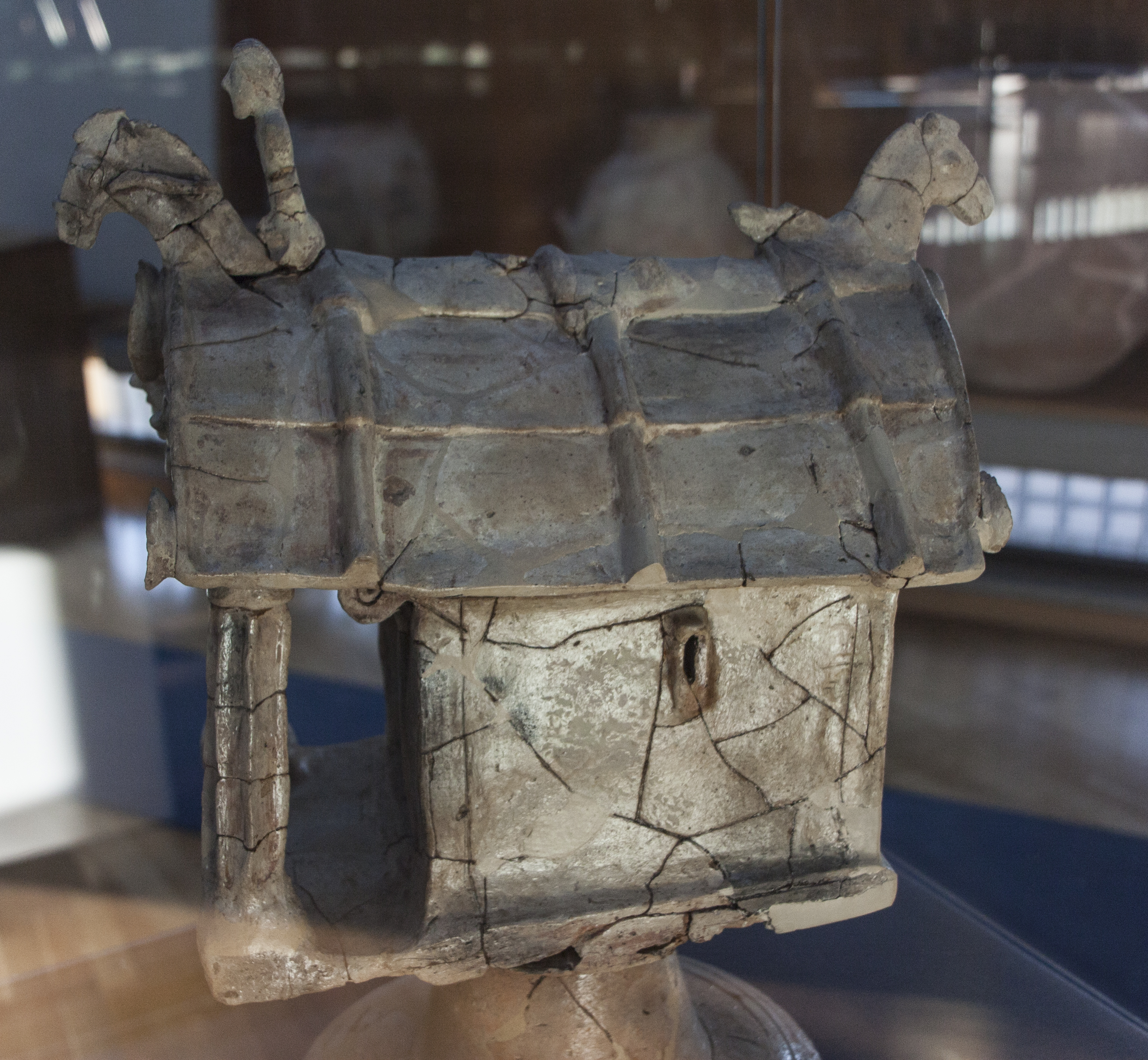
Modèle réduit en terre cuite d'un petit temple de Sabucina
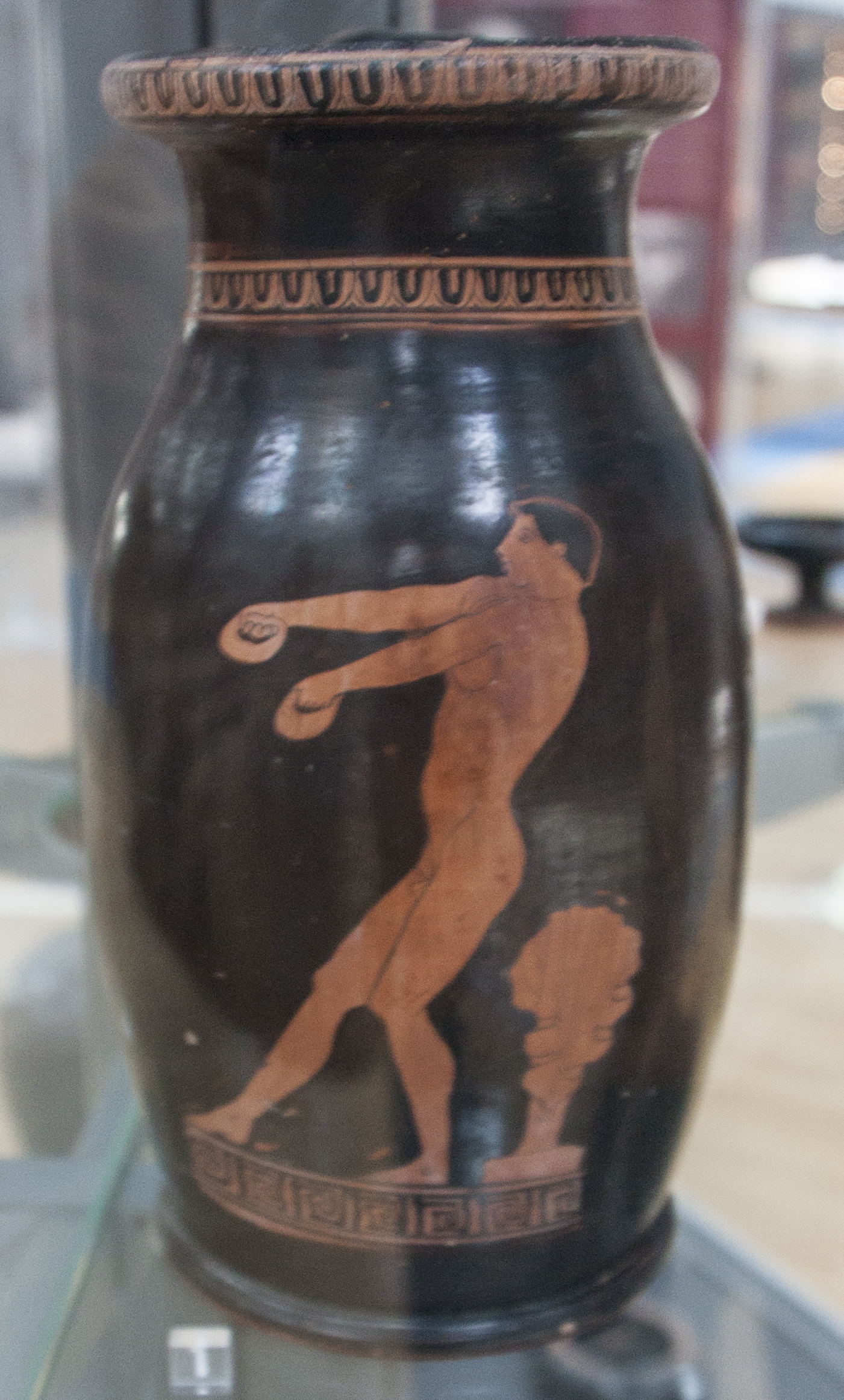
Olpé attique à figures rouges
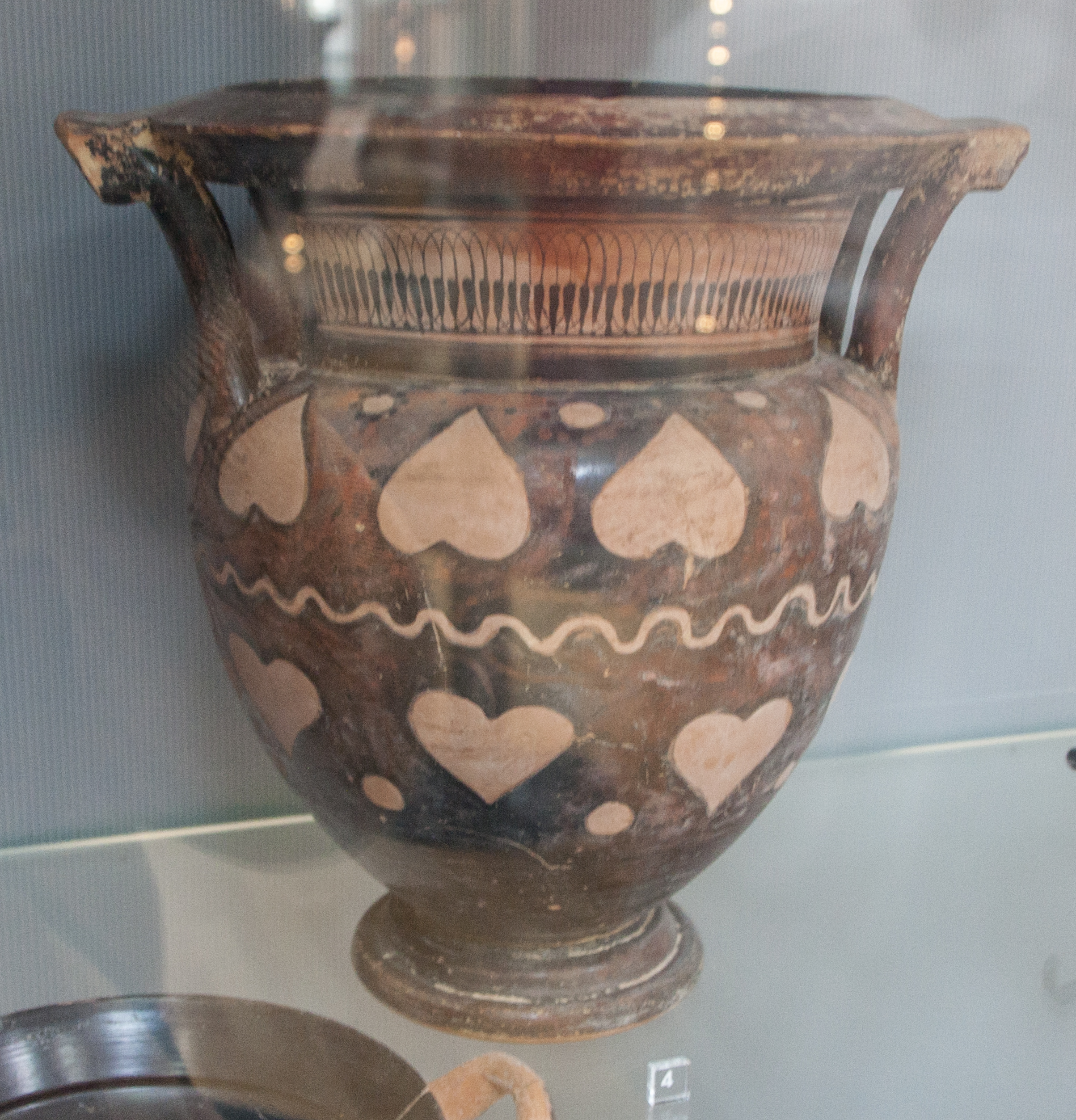
Cratère à colonnettes attique décoré
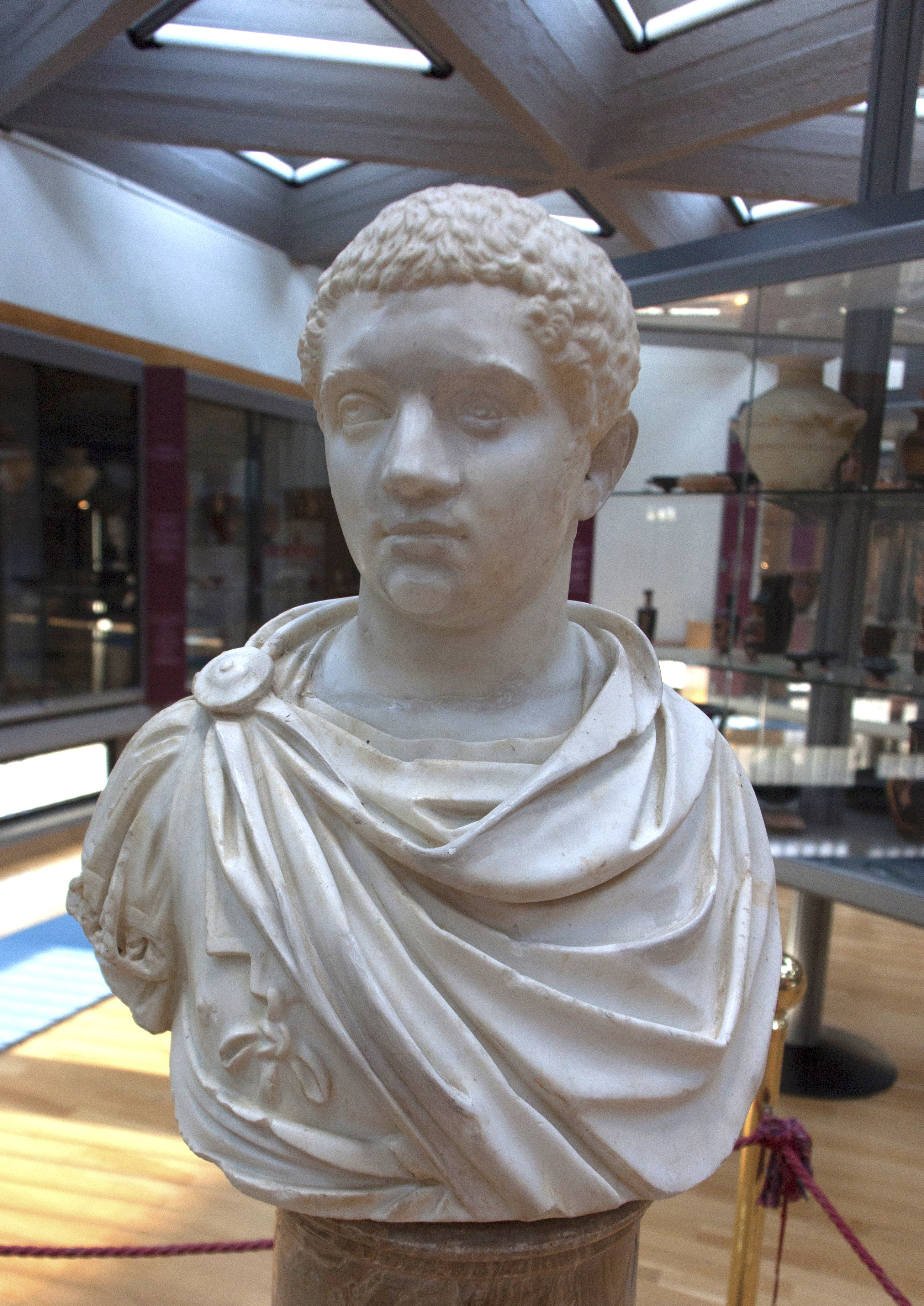
Buste de l'empereur romain Geta (204 - 205)
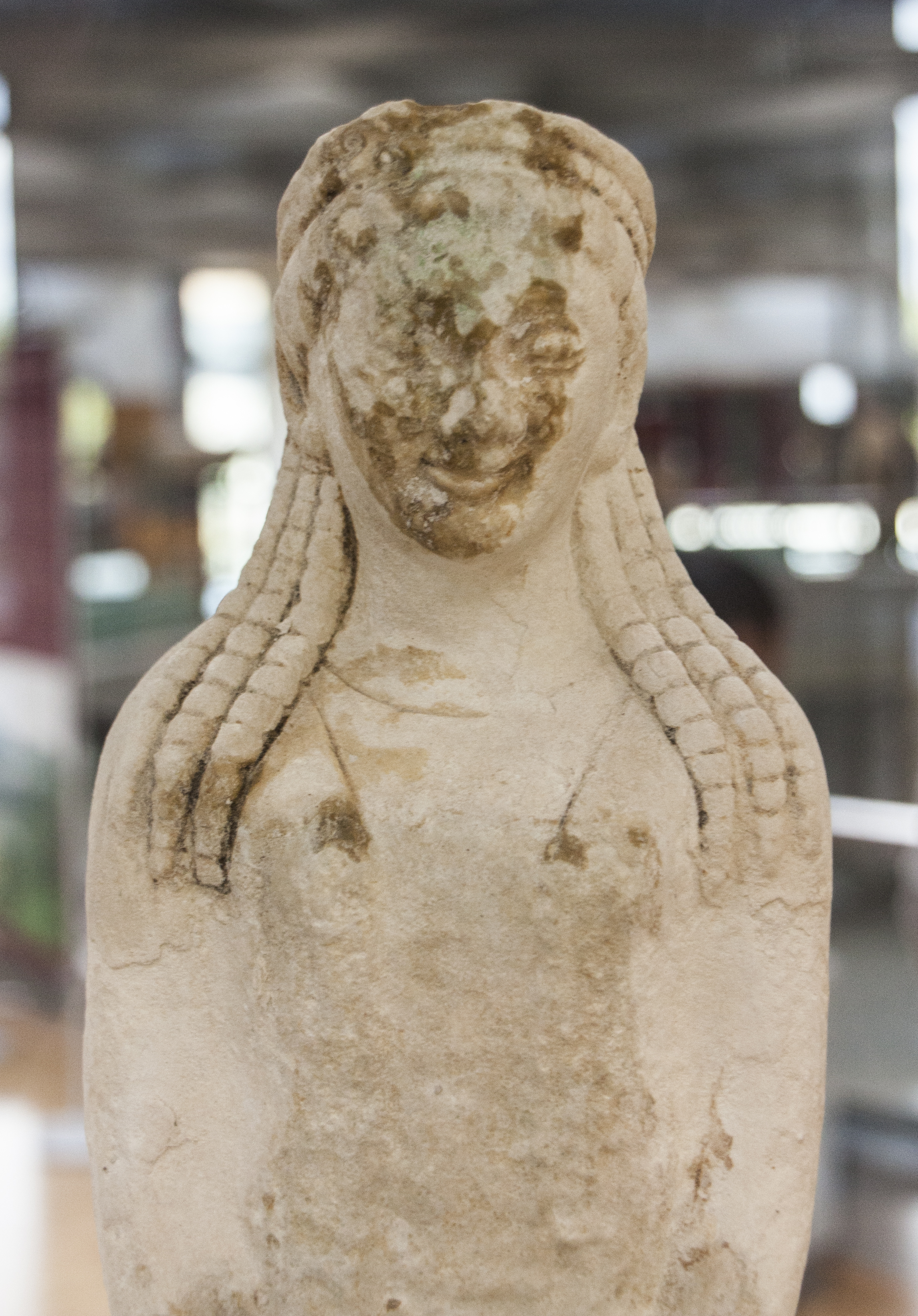
Statue de koré avec tresses
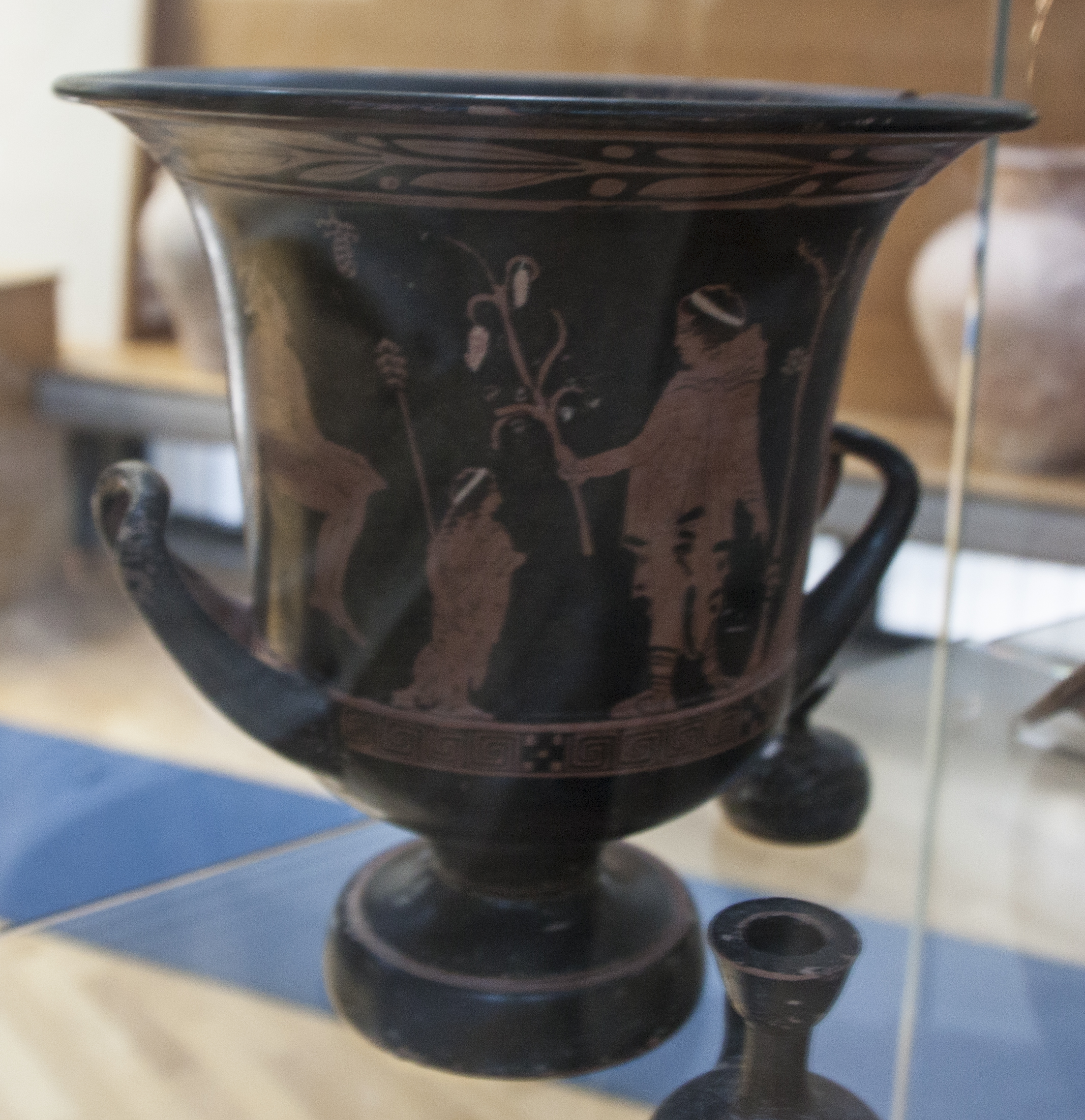
Cratère en calice attique à figures rouges